# Mesud Pezer
Mesud Pezer (né le 27 août 1994) est un athlète bosnien, spécialiste du lancer de poids et du lancer de disque.

## Carrière
Avec 20,44 m, record national junior au poids de 6 kg, il remporte la médaille d'or des Championnats d'Europe juniors à Rieti le 18 juillet 2013. Puis, le 21 juillet 2013, il termine 4e du lancer de disque en barrant le record national junior. Il termine 5e des Championnats du monde juniors en 2012. 
Le 15 mars 2015, il bat le record national espoirs, en 19,44 m et remporte le titre espoirs de la Coupe d'Europe hivernale des lancers à Leiria. 7e en 20,37 m lors des Championnats d'Europe en salle 2017, il remporte ensuite en 20,68 m le titre sénior de la Coupe d'Europe hivernale des lancers 2017 à Las Palmas.
Le 3 mars 2018, Pezer termine 5e des championnats du monde en salle de Birmingham avec un jet à 21,15 m, record national en salle.
En 2019, Mesud Pezer améliore son record national qui datait de 2017 en lançant le poids à 21,48 m lors du meeting de Växjö.
Il est nommé porte-drapeau de la délégation de Bosnie-Herzégovine aux Jeux olympiques d'été de 2024 à Paris aux côtés de la judokate Larisa Cerić.

## Palmarès
| Date | Compétition                             | Lieu            | Résultat | Marque  |
| ---- | --------------------------------------- | --------------- | -------- | ------- |
| 2011 | Championnats du monde cadets            | Lille           | 6e       | 19,79 m |
| 2011 | Festival olympique de la jeunesse euro. | Trabzon         | 3e       | 19,13 m |
| 2012 | Coupe d'Europe hivernale des lancers    | Bar             | 16e      | 15,17 m |
| 2012 | Championnats du monde juniors           | Barcelone       | 5e       | 19,83 m |
| 2013 | Championnats d'Europe par équipes       | Banská Bystrica | 3e       | 17,58 m |
| 2013 | Championnats d'Europe juniors           | Rieti           | 1er      | 20,44 m |
| 2013 | Championnats des Balkans                | Stara Zagora    | 6e       | 17,74 m |
| 2014 | Championnats des Balkans en salle       | Istanbul        | 5e       | 17,80 m |
| 2014 | Coupe d'Europe hivernale des lancers    | Leiria          | 2e       | 18,68 m |
| 2015 | Championnats des Balkans en salle       | Istanbul        | 3e       | 19,36 m |
| 2015 | Coupe d'Europe hivernale des lancers    | Leiria          | 1er      | 19,44 m |
| 2015 | Championnats d'Europe espoirs           | Tallinn         | 4e       | 18,98 m |
| 2016 | Championnats des Balkans en salle       | Istanbul        | 2e       | 20,22 m |
| 2016 | Championnats d'Europe                   | Amsterdam       | 12e      | 19,49 m |
| 2017 | Championnats des Balkans en salle       | Belgrade        | 2e       | 20,12 m |
| 2017 | Championnats d'Europe en salle          | Belgrade        | 7e       | 20,37 m |
| 2017 | Coupe d'Europe hivernale des lancers    | Gran Canaria    | 1er      | 20,69 m |
| 2017 | Championnats des Balkans                | Novi Pazar      | 1er      | 20,11 m |
| 2018 | Championnats des Balkans en salle       | Istanbul        | 1er      | 20,77 m |
| 2018 | Championnats du monde en salle          | Birmingham      | 5e       | 21,15 m |
| 2018 | Coupe d'Europe hivernale des lancers    | Leiria          | 3e       | 20,78 m |
| 2018 | Jeux méditerranéens                     | Tarragone       | 3e       | 19,82 m |
| 2018 | Championnats des Balkans                | Stara Zagora    | 3e       | 19,72 m |
| 2018 | Championnats d'Europe                   | Berlin          | 12e      | 19,91 m |
| 2019 | Championnats des Balkans en salle       | Istanbul        | 1er      | 20,22 m |
| 2019 | Championnats d'Europe en salle          | Glasgow         | 6e       | 20,69 m |
| 2021 | Championnats d'Europe en salle          | Toruń           | 8e       | 19,77 m |
| 2022 | Championnats du monde en salle          | Belgrade        | 8e       | 20,94 m |
| 2024 | Championnats du monde en salle          | Glasgow         | 9e       | 20,41 m |
| 2024 | Coupe d'Europe des lancers              | Leiria          | 3e       | 20,58 m |

## Records
| Épreuve         | Épreuve   | Marque       | Lieu       | Date         |
| --------------- | --------- | ------------ | ---------- | ------------ |
| Lancer du poids | Plein air | 21,48 m (NR) | Växjö      | 13 août 2019 |
| Lancer du poids | En salle  | 21,15 m (NR) | Birmingham | 3 mars 2018  |